# Nyctobadistes hamatus
Nyctobadistes hamatus is een pissebeddensoort uit de familie van de Munnopsidae. De wetenschappelijke naam van de soort is voor het eerst geldig gepubliceerd in 2011 door Merrin.